# Guggenheim Hermitage Museum
Le Guggenheim Hermitage Museum était un musée détenu et exploité par la Fondation Solomon R. Guggenheim. Actif de 2001 à 2008, il était situé au Venetian sur le strip de Las Vegas.
Conçu par l'architecte Rem Koolhaas, il était le résultat d'un accord de collaboration entre le musée de l'Ermitage de Saint-Pétersbourg, en Russie, et la Fondation Solomon R. Guggenheim. Ses expositions présentaient des œuvres détenues par les deux institutions.